# جوزفين هيفرنان
جوزفين هيفرنان (بالإنجليزية: Josephine Heffernan)‏ (11 مارس/ آذار 1876- 1962)، ممرضة إيرلندية أمريكية خدمت خلال الحرب العالمية الأولى. ولدت هيفرنان في دبلن وهاجرت إلى الولايات المتحدة في عام 1906؛ وانضمت إلى جيش الولايات المتحدة الأمريكية في عام 1910 حيث عملت ممرضة في كاليفورنيا ومسيسيبي قبل أن تتمركز في المستشفى الأمريكي في ريماكورت- فرنسا. عملت هيفرنان بعد الحرب لصالح القوات العسكرية في الصين والفلبين وبيرل.
اكتشف أحد التلاميذ في ريماكورت سوارًا يعود لهيفرنان في عام 2002، وعمل بمساعدة أساتذته على إعادة القطعة إلى عائلة هيفرنان؛ الأمر الذي استغرق عدة سنوات ليعود السوار في نهاية عام 2017 إلى عائلة مالكته. كانت الجهود المبذولة للتعرف على هيفيرنان وإعادة السوار لعائلتها موضوع فيلم وثائقي بُثّ لأول مرة في يناير/ كانون الثاني من عام 2018.

## نشأتها وحياتها المبكرة
وُلدت جوزفين هيفرنان في دبلن لجون هيفرنان -الذي عمل خبازًا- وكريستين ألين. انتقلت أسرتها لاحقًا إلى براي بعد وفاة والدها، حيث عملت هناك كمدققة حسابات. هاجرت هيفرنان إلى الولايات المتحدة في عام 1906.

## عملها وحياتها اللاحقة
انضمت هيفرنان إلى جيش الولايات المتحدة في عام 1910، وأصبحت في عام 1917 ممرضة رئيسة في مستشفى في فورت ماكدويل في جزيرة آنجيل في كاليفورنيا،:124 ثم نُقِلَت لاحقًا إلى كامب شيلبي بالقرب من هاتيسبورغ في ولاية ميسيسيبي.:123 عندما وصلت إلى هناك أصبحت الولاية في حالة طوارئ؛ حيث وجدت240 مريضًا مع نقص كبير في الإمدادات والموظفين.
أُرسِلَت هيفرنان في عام 1918 إلى فرنسا لتصبح المشرفة الرئيسة على الممرضات في المستشفى الأمريكي في ريماكورت. خدمت هيفرنان بعد الحرب العالمية الأولى مع الجيش الأمريكي في الصين والفلبين وبيرل هاربر. حصلت على رتبة ملازم ثانٍ، وهي أعلى رتبة يمكن أن تصل إليها النساء في ذلك الوقت.
تقاعدت هيفرنان في عام 1942 لتعود إلى براي في عام 1943. لم تتزوج أو تنجب أطفالًا قط. توفيت هيفرنان في عام 1962.

## قصة السوار
فقدت هيفرنان أثناء العمل في المستشفى الأمريكي سوارًا محفور عليه اسمها. عثر على السوار في عام 2002 طفل يبلغ من العمر ثماني سنوات في حديقة في ريماكورت، وطلب من معلميه المساعدة في تحديد مكان المالك وعائلته. أدى ذلك إلى بحث دام 15 عامًا للتعرف أكثر على هيفرنان وإعادة السوار إلى عائلتها. التقى المعلمون مع مارجوري ديسروييه في عام 2017، وهي مؤرخة أمريكية كانت تتحدث عن ممرضات الحرب العالمية الأولى. كما طُلِبَت مساعدة جمعية براي كواليان التاريخية المحلية أيضًا بهدف إعادة السوار.
بدأ البحث في البداية في الولايات المتحدة الأمريكية بسبب اعتقادهم أن هيفرنان أمريكية الأصل، لكن البحث في سجلات الأجداد لم يسفر عن نتائج حول وجود أي اسم يتوافق مع اسمها في الأعوام 1880 أو 1881، واتسع نطاق البحث بعد ذلك ليتبين أنها إيرلندية الأصل. أُعيد السوار إلى عائلة هيفرنان في عام 2017. تم تصوير عودة السوار وتغطية البحث عن مالكيه في فيلم وثائقي باللغة الفرنسية سُمِّيَ «جوزفين هـ» من قبل محطة فرنسا 2، وعُرِض لأول مرة في يناير/ كانون الثاني من عام 2018. أقيم معرض حول اكتشاف السوار في مهرجان سرد القصص في براي.